# Демирча
Демирча (на румънски: Olteni, Олтени, старо Demircea) е село в окръг Кюстенджа, Северна Добруджа, Румъния.

## История
До 1940 година в Демирча има българско население, което се изселва в България по силата на подписаната през септември същата година Крайовската спогодба.

## Личности
Родени в Демирча
- Господин Желязков (1873 - 1937), български художник